# Brusk Herred
Brusk Herred er herred i Vejle Amt. I Kong Valdemars Jordebog hed det Almundæhæreth, og i  middelalderen hørte det under Almindsyssel, og hed oprindelig Almind Herred. Senere kom det under Koldinghus Len, og fra 1660 Koldinghus Amt, indtil det i 1793 kom under det da dannede Vejle Amt. I herredet ligger købstaden Kolding, og området ligger i  dag i Vejle, Kolding og Fredericia Kommuner.
Brusk Herred grænser mod nordvest  til Jerlev Herred,  mod nordøst til Holmans Herred 
og  mod øst Elbo Herred, fra hvilket det skilles ved Spangå; mod syd grænser det til  Kolding Fjord samt mod syd og sydvest til  Ribe Amt (Andst Herred), hvor grænsen dannes af Kolding Å og Vester-Nebel Å. 
I herredet ligger købstaden Kolding og følgende sogne:
- Almind Sogn
- Brændkjær Sogn (Ej vist på kort)
- Eltang Sogn
- Harte Sogn
- Herslev Sogn
- Kolding Sogn
- Nørre Bjert Sogn (Ej vist på kort)
- Bramdrup Sogn
- Sankt Nikolaj Sogn (Ej vist på kort)
- Sønder Vilstrup Sogn
- Vester Nebel Sogn
- Viuf Sogn
- Øster Starup Sogn

I 1876 blev 7 sogne (Harte, Bramdrup, Vester Nebel, Øster Starup, Almind, Viuf og Eltang) udskilt fra Brusk Herred og dannede i verdslig henseende sammen med Nørre Tyrstrup Herred det da nyoprettede Kolding Herred. I gejstlig henseende var det oprindelige Brusk Herred uændret og udgjorde sammen med Nørre Tyrstrup Herred et provsti.